# Anthidium bechualandicum
Anthidium bechualandicum är en biart som beskrevs av Mavromoustakis 1939. Anthidium bechualandicum ingår i släktet ullbin, och familjen buksamlarbin. Inga underarter finns listade i Catalogue of Life.